# Жіноче веслування

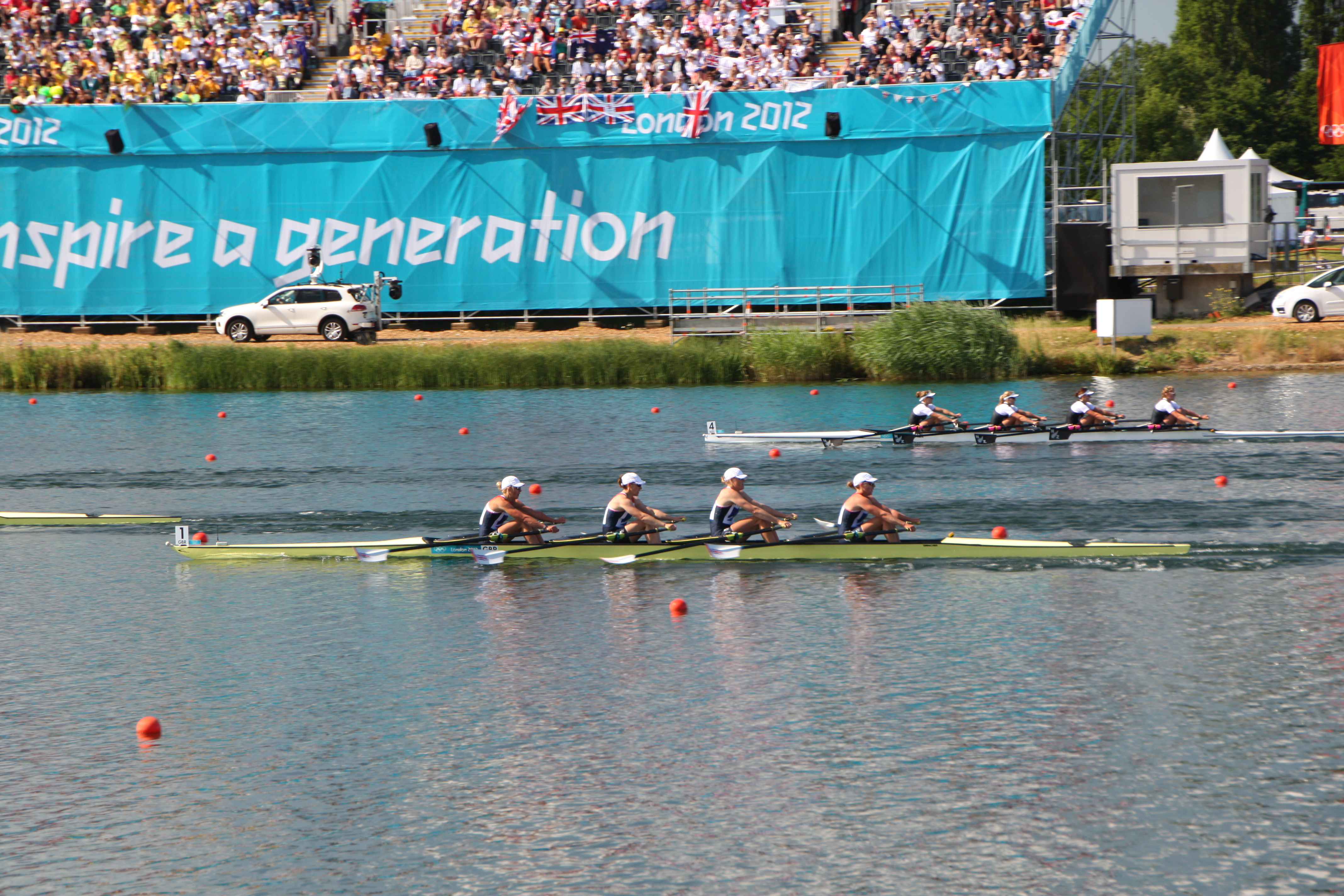
Деббі Флуд у змаганнях жіночої четвірки на Олімпійських іграх 2012 року

Жіноче веслування (англ. Women Rowing) — вид спортивних змагань за участю жінок. Жінки займаються веслуванням у всіх класах човнів, від одиночної греблі до восьмерки з рулевим, у тих самих вікових діапазонах і стандартах, що й чоловіки, від молодих аматорів до університетського рівня до елітних спортсменів. Зазвичай чоловіки та жінки змагаються в окремих екіпажах, хоча також мають є також змішані екіпажі та змішані команди. Тренування для жінок схоже на тренування для чоловіків.
На міжнародному рівні перші змагання серед жінок були запроваджені на Чемпіонаті Європи з веслування 1951 року як тестові змагання. Після трьох успішних випробувань вони стали офіційними чемпіонатами, акредитованими Міжнародною федерацією веслування (FISA) на Чемпіонаті Європи з веслування 1954 року . Жіноче веслування було додано до програми Олімпійських ігор у 1976 році на дистанції 1000 метрів. З 1984 року це було розширено до 2000 метрів на рівні чемпіонату світу, а з 1988 року на літніх Олімпійських іграх, відповідно до змагань з веслування серед чоловіків на Олімпійських іграх.

## Історія
Протягом більшої частини історії веслування було спортом, у якому домінували чоловіки. Хоча коріння веслування як виду спорту на сучасних Олімпійських іграх можна простежити до перших ігор 1896 року в Афінах, лише на літніх Олімпійських іграх 1976 року в Монреалі жінкам було дозволено брати участь (на дистанції 1000 метрів) — значно після їх колег-спортсменів у схожих видах спорту, таких як плавання, легка атлетика, велоспорт і веслування на каное. Це прискорило зростання жіночого веслування, оскільки створило стимул для національних федерацій веслування підтримувати жіночі змагання. Веслування на літніх Олімпійських іграх 2012 року в Лондоні включало шість змагань для жінок порівняно з вісьмома для чоловіків.

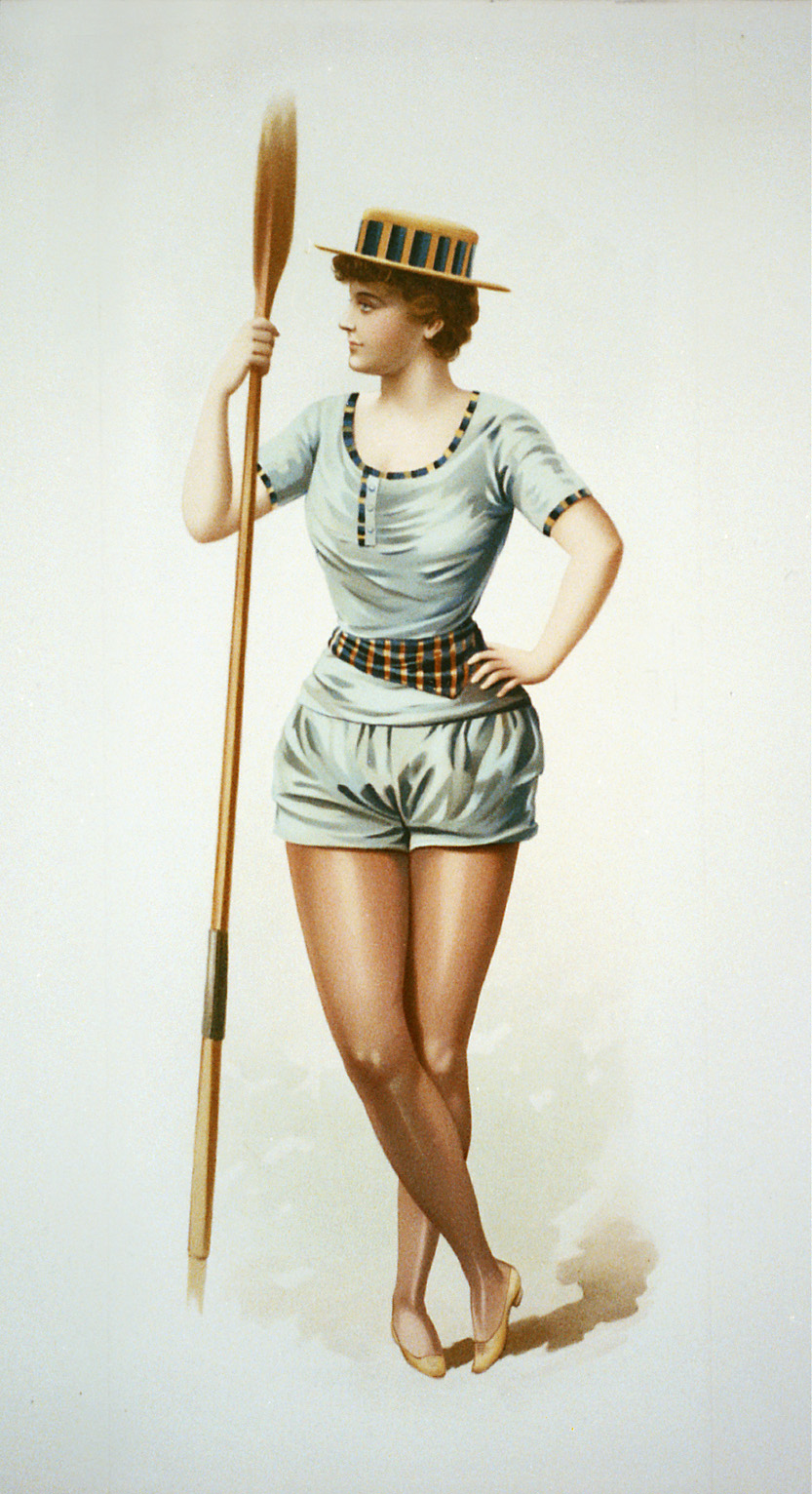
Літографія 1889 року із зображенням веслярки з веслом

Незважаючи на домінування чоловіків, змагання з веслування серед жінок можна простежити ще до початку XIX століття, а зображення жіночої гонки парного потрапило на обкладинку Harper's Weekly у 1870 році. Коледж Велслі в Массачусетсі став першою школою, яка організувала змагальну команду з веслування для жінок наприкінці XIX століття. Англійська веслувальниця XIX століття Енн Гленвілл досягла національної популярності, ставши відомою як чемпіонка світу з веслування серед жінок; її жіночий екіпаж часто вигравав проти найкращих чоловічих команд. У 1892 році чотири молоді жінки започаткували те, що стало веслувальним клубом ZLAC у Сан-Дієго, штат Каліфорнія, який сьогодні вважається найстарішим у світі постійно існуючим веслувальним клубом. Наступного року в Кембриджі, Англія, було створено човновий клуб коледжу Ньюнем. У 1927 році між Оксфордом і Кембриджем відбулися перші жіночі човнові перегони . Перші кілька років це була виставка, а потім переросла в перегони. Ернестіна Баєр, яку називають «матір'ю жіночого веслування», у 1938 році заснувала Філадельфійський жіночий веслувальний клуб.
У 1988 році відбулася перша жіноча регата Хенлі . Королівська регата Хенлі вперше включала жіночі одиночні змагання на повній дистанції в 1993 році, потім у 2000 році відбулися змагання у вісімках (тепер Remenham Challenge Cup) і 2001 році в четвірках (нині Princess Grace Challenge Cup). У 1997 році один з останніх бастіонів веслування було зруйновано, коли Leander Club, один із найстаріших веслувальних клубів у світі, проголосував за прийняття жінок до членів. Це правило відповідало умовам, висунутим UK Sport, і дозволило Леандру отримати грант у 1,5 млн фунтів стерлінгів на реконструкцію від Фонду лотерейного спорту. Клуб був відкритий для жінок у 1998 році, а в 2012 році його капітаном була призначена олімпійська медалістка Деббі Флад .
У Сполучених Штатах також були дуже конкурентоспроможні екіпажі, і в останні роки ці екіпажі стали ще більш конкурентоспроможними, враховуючи сплеск жіночого університетського веслування завдяки Розділу IX. Оскільки Розділ IX зобов'язує рівномірно витрачати гроші на чоловічі та жіночі види спорту, веслування є особливо корисним через надзвичайно високу вартість обладнання на одного спортсмена. Тому багато шкіл відкривають програми веслування лише для жінок, щоб фінансово протидіяти поширенню чоловічого спорту. Як наслідок, багато веслувальників коледжу раніше не змагалися в середній школі або за клубну команду. У Сполучених Штатах важливо відзначити, що жіноче веслування є видом спорту НАСС, тоді як чоловіче веслування вирішило залишитися під контролем власного регулюючого органу, Міжвузівської асоціації веслування (IRA). IRA заснована в 1895 році, передувала НАСС принаймні на десять років і забезпечила вказівки щодо правил прийнятності та спортивної майстерності, які пізніше були прийняті НАСС, коли вона була створена.